# Publius Aelius Alcandridas
Publius Aelius Alcandridas (grec ancien : Πόπλιος Αἴλιος Ἀλκανδρίδας) est un vainqueur olympique originaire de Sparte, deux fois periodonikès.
Il est connu grâce à une inscription laconienne à Olympie et trois inscriptions à Sparte,.
Il était le fils de Damocratidas,.
Il remporta deux fois de suite la course à pied du stadion d'une longueur d'un stade (environ 192 m) lors des Jeux olympiques. Luigi Moretti suggère des victoires aux 250es et 251es jeux en 221 et 225 ap. J.-C.,.
Il remporta aussi le stadion des enfants aux jeux pythiques (deux victoires) et aux jeux néméens (deux victoires). Il triompha deux fois sur le diaulos (deux stades) à Delphes,.
Il fut aussi vainqueur de la « course en armes à partir du trophée » aux Éleuthéries. Le vainqueur était qualifié de « meilleur parmi les Grecs »,.

## Sources
- (en) Mark Golden, Sport in the Ancient World from A to Z, Londres, Routledge, 2004, 184 p. (ISBN 0-415-24881-7).
- (it) Luigi Moretti, « Olympionikai, i vincitori negli antichi agoni olimpici », Atti della Accademia Nazionale dei Lincei, vol. VIII,‎ 1959, p. 55-199.